# یونه سالیناس
یونه سالیناس (ایتالیایی: Jone Salinas؛ ۸ مارس ۱۹۱۸ – ۲۷ مه ۱۹۹۲) بازیگر اهل ایتالیا بود.
از فیلم‌هایی که وی در آن نقش داشته است، می‌توان به صومعه پارم، بله، مادام، چه شریرند مردان!، نغمه‌های جاویدان و پشت پرده اشاره کرد.